# Ortsgeschichte
Unter Ortsgeschichte versteht man die Vergangenheit einer Ortschaft, eines Dorfes, einer Stadt oder eines regional definierten Gebietes sowie die diesbezügliche Geschichtsschreibung. Von der Ortsgeschichte zu unterscheiden ist die Stadtgeschichte als geschichtswissenschaftliche Disziplin.

## Aufgaben der Orts-, Stadt- und Regionalgeschichte
Stadt- und Regionalgeschichte leistet nicht nur einen Beitrag zum Bewusstwerden über die eigene Identität. Sie ergänzt auch den Blick auf die nationale und sogar die Weltgeschichte. Die parallele Betrachtung der großen, die Kontinente betreffenden Geschichte mit stadt- und regionalgeschichtlichen Erkenntnissen liefert gegenseitige Denkimpulse und Überprüfungsmöglichkeiten. Manche überregional geltende Erkenntnis wuchs zunächst auf einer lokalgeschichtlichen Entdeckung. Die Beschäftigung mit Stadt- und Regionalgeschichte enthält somit auch grundsätzlich ein Potenzial für überregional bedeutsame Erkenntnisse. Es lohnt sich daher zu prüfen, inwieweit regionale Besonderheiten innerhalb einer allgemeinen historischen Entwicklung vorliegen, und gegebenenfalls nach ihren Gründen zu forschen. Die Stärken und Schwächen zu analysieren, die sich im Vergleich der historischen Entwicklung von Regionen herauskristallisieren, kann daher zu einer strategischen Regional- oder Stadtentwicklungsplanung beitragen. Kleine Städte und Dörfer haben wenig Möglichkeiten, eigenständige Beiträge zur Wissenschaft und Forschung zu leisten. Jedoch ist die orts- und stadtgeschichtliche Forschung mit ihren regionalen, gegebenenfalls auch nationalen oder sogar internationalen Bezügen die typische Aufgabe der Geschichtsforschung „vor Ort“.
Nationale oder sogar internationale Geschichte einerseits mit der Orts-, Stadt- und Regionalgeschichte andererseits zu vergleichen, eröffnet gegenseitige Verifizierungs- oder Falsifizierungsmöglichkeiten. Der Vergleich der Entwicklungen auf örtlicher oder regionaler Ebene zeigt, dass Entwicklungen nicht überall identisch verlaufen, und schafft Differenzierungsmöglichkeiten. Es ist deshalb auch Aufgabe der historischen Forschung, zu überprüfen, aufgrund welcher Umstände Entwicklungen an unterschiedlichen Orten verschieden verlaufen können.

## Heimatgeschichte
Die Heimatgeschichte ist die Geschichte des lokalen Erfahrungsbereiches. Dieser Erfahrungsbereich reicht von der Alltagsgeschichte bis zur Chronik der Gemeinde, in der Menschen leben oder aus der sie stammen. Die Geschichte der engeren Heimat wird in Form von Heimatbüchern bzw. Ortschroniken sehr oft nicht von studierten Historikern geschrieben, sondern von Heimatforschern oder Laien, die sich Grundkenntnisse selbst angeeignet haben. In der Königlichen Regierung zu Minden beispielsweise wurde verordnet (Nr. 14870 B), „in allen Gemeinden des Regierungsbezirks ab dem 1. Januar 1818 ein Chroniken-Buch zu eröffnen und regelmäßig fortzuführen“.
Neben einer Ortschronik bzw. einem Heimatbuch ist ein Ortsfamilienbuch eine der wesentlichen Leistungen, die von Personen erbracht werden, die sich in ihrer Freizeit oder als Rentner der Heimatgeschichte widmen. Inwieweit „Geschichte“ auch in mündlicher Überlieferung in Form von Märchen und Sagen erhalten bleibt, ist fraglich. Neben der Führung der Ortschronik kann die Orts-, Heimat- oder Stadtgeschichte auch in einem Heimatmuseum präsentiert werden. Kleinere Heimatmuseen werden dabei häufig nur am Wochenende für wenige Stunden geöffnet.

## Ortschaften/Dörfer
Mitte der 1980er Jahre verzeichnet man in der Geschichtswissenschaft eine sogenannte „regionale Wende“: Die historische Betrachtung des Menschen und seiner alltäglichen Lebensumwelt rückt in den Fokus geschichtswissenschaftlicher und geschichtsdidaktischer Betrachtung. Im Gefolge der regionalen Wende bahnt sich eine didaktische Wende an. Mit der Anerkennung der individuellen Erfahrungswelt als konstituierendes Element des Unterrichts wird Regionalgeschichte nicht mehr als politisch-geographisch fixierter Raum, sondern als sozialräumliches Gebilde definiert. Dieser funktionale Raumbegriff ist multiperspektivisch anwendbar und richtet sich in seinem Fokus nach der jeweils vorgenommenen Operationalisierung (konfessionell, wirtschaftlich, naturräumlich etc.).

## Regionalgeschichte/Geschichtswissenschaft/Geschichtsdidaktik
Dorfchroniken sind Teil der Lokal- und Regionalgeschichte. Die ältesten Formen waren die Schul- und Kirchenchroniken. Hierbei handelte es sich um kontinuierlich chronologisch geführte Aufzeichnungen, die den Namen Chronik wirklich verdienen. Diese Fortschreibungen wurden vom Lehrer, Pfarrer oder Küster geführt. Seit Mitte des 19. Jahrhunderts gehörte das Führen von Schulchroniken zu den Pflichten der Dorflehrer.
Im Jahre 1943 wurde in Bickensohl Deutschlands erste „tönende Dorfchronik“ auf 36 Schallplatten durch das Institut für Rundfunkwissenschaften aufgezeichnet. Unter Mitwirkung des Bürgermeisters, des Ortsbauernführers sowie zahlreicher Einwohner wurden auch Volkssagen und Volkslieder aufgenommen. Man plante, in jeder Gemeinde ein Lautarchiv aufzubauen.
Nach dem Zweiten Weltkrieg war Heimatgeschichte in Deutschland zunächst verpönt, weil sie durch den Nationalsozialismus in Verruf geraten war. Wegen dieser Entwicklung wurden viele Chroniken nicht weitergeführt.
Eine Renaissance erlebte Heimatgeschichte durch die 68er-Bewegung. Zunächst ging es nur um die Verbrechen der Väter- und Großvätergeneration im Nationalsozialismus. Bald danach wurden die ersten Geschichtswerkstätten gegründet. In ihnen sammelten und archivierten Laien Material, oft unter fachkundlicher Anleitung. Die Ergebnisse dieser Sammelarbeit wurden publiziert; dies waren aber noch keine Dorfchroniken.

## Städte
Die Stadtarchive mit ihrer häufig reichhaltigen Überlieferung, z. B. den Bürgerbüchern, haben oft Stoff für beispielhafte Untersuchungen gegeben. Chroniken von Städten haben vielfach historische Relevanz und eine umfangreiche Komplexität, sie werden deshalb meist von Historikern erarbeitet.

## Schweiz
Der Beginn der Ortsgeschichtsschreibung in der Schweiz liegt um 1850. Die liberale Revolution um 1830 in den Kantonen und 1848 auf nationaler Ebene gaben Impulse für die Beschäftigung mit Lokalgeschichte. Die Kenntnis der eigenen Geschichte wurde als Voraussetzung für eine funktionierende Demokratie angesehen. Bis ins 20. Jahrhundert war die Lokalgeschichte geprägt von nicht akademisch ausgebildeten Historikern wie Lehrern, Pfarrern oder Gemeindepolitikern. Neben diesen Einzelpersonen waren lokale und regionale Geschichtsvereine sowie teilweise die Universitäten Akteure in diesem Feld.
Zahlreiche Vereine engagieren sich im lokalen Rahmen für die Geschichte. Die kantonalen Historischen Gesellschaften sind weitere Akteure in diesem Feld. Eine nationale Vereinigung für Ortsgeschichte existiert in der Schweiz nicht; auch die Schweizerische Gesellschaft für Geschichte hat keine entsprechende Sektion.
Wichtige Institutionen sind Archive, Bibliotheken und Museen, die in Kantonen und Gemeinden Materialien bereitstellen und die sich auch selber aktiv an der Ortsgeschichtsschreibung betätigen. Das Historische Lexikon der Schweiz enthält zu sämtlichen der rund 3000 Gemeinden der Schweiz einen Überblicksartikel.